# Bernd Zimmermann (Fußballspieler)
Bernd Zimmermann (* 28. Oktober 1952) ist ein ehemaliger deutscher Fußballspieler. Für den SSV Ulm 1846 spielte der Abwehrspieler drei Spielzeiten in der 2. Bundesliga.

## Sportlicher Werdegang
Zimmermann spielte in den 1970er und 1980er Jahren für den SSV Ulm 1846, aus dessen Jugend er stammte. Mit dem Klub trat er in der seinerzeit drittklassigen 1. Amateurliga Nordwürttemberg an. Als Meister der Spielzeiten 1976/77 und 1977/78 qualifizierte er sich mit der Mannschaft jeweils für die Aufstiegsrunde zur 2. Bundesliga, in der sie jedoch erfolglos war. Damit qualifizierte er sich jedoch mit dem Klub für die 1978 neu gegründete Oberliga Baden-Württemberg. In der Auftaktspielzeit 1978/79 war er als Dauerbrenner in allen 38 Saisonspielen aktiv, als Oberligameister stieg er an der Seite von Spielern wie Walter Kubanczyk, Ulrich Nußbaumer, Günter Berti, Dieter Kohnle und Peter Szupak in die 2. Bundesliga auf.
In der 2. Bundesliga gehörte Zimmermann auch zum erweiterten Stamm unter Trainer Klaus-Peter Jendrosch und dessen Nachfolger Jörg Berger. In der Spielzeit 1980/81 war er in 28 Spielen am Erreichen des fünften Tabellenplatzes beteiligt, um einen Tabellenplatz wurde damit der Klassenerhalt wegen der zu niedrigen Platzziffer für die Qualifikation für die eingleisige 2. Bundesliga verpasst. In der Folgezeit war er nurmehr Ergänzungsspieler: Bei der Meisterschaft in der Spielzeit 1981/82 bestritt er nur drei Spiele in der regulären Saison, in der anschließenden Aufstiegsrunde zur 2. Bundesliga verpassten die „Spatzen“ punktgleich mit dem FC Augsburg wegen eines weniger geschossenen Tores den direkten Wiederaufstieg. Auch bei der Meisterschaft in der Spielzeit 1982/83 kam er unter den Trainern Werner Kern und Paul Sauter lediglich zu acht Spieleinsätzen. Dieses Mal setzten sich die Schwaben ohne Niederlage in den sechs Aufstiegsspielen als Gruppensieger durch. In der Spielzeit 1983/84 bestritt er die letzten von insgesamt 54 Spielen in der 2. Bundesliga. Seinen einzigen Treffer im Profibereich erzielte er beim 1:1-Unentschieden gegen die SpVgg Bayreuth in seiner ersten Zweitligasaison mit dem SSV.